# Stapelia rubiginosa
Stapelia rubiginosa är en oleanderväxtart som beskrevs av Gert Cornelius Nel. Stapelia rubiginosa ingår i släktet Stapelia och familjen oleanderväxter. Inga underarter finns listade i Catalogue of Life.